# Labour of Love II
Labour of Love II è il nono album in studio (il secondo di cover) del gruppo reggae britannico UB40, pubblicato nel 1989.

## Tracce
1. Here I Am (Come and Take Me) (Al Green / Irving "Al" Brown) - 4:00
2. Tears from My Eyes (Teddy Davis) - 3:50
3. Groovin' (Byron Lee) - 3:50
4. The Way You Do the Things You Do (The Temptations / Eric Donaldson) - 3:02
5. Wear You to the Ball (The Paragons) - 3:31
6. Singer Man (The Kingstonians) - 3:51
7. Kingston Town (Lord Creator) - 3:48
8. Baby (Barry Llewellyn, Earl Morgan, Leroy Sibbles) - 3:22
9. Wedding Day (Harold Logan, John Patton, Lloyd Price) - 3:12
10. Sweet Cherrie (Keith "Honey Boy" Williams) - 3:16
11. Stick By Me (Shep & The Limelites / John Holt) - 3:45
12. Just Another Girl (Ken Boothe) - 3:33
13. Homely Girl (The Chi-Lites / Inner Circle) - 3:24
14. Impossible Love (Keith "Honey Boy" Williams) - 5:10